# Arnold Bolle
Arnold Bolle (* 18. März 1882 in La Chaux-de-Fonds; † 2. September 1973 ebenda, heimatberechtigt in Les Verrières sowie La Côte-aux-Fées) war ein Schweizer Politiker (PPN) und Rechtsanwalt.

## Biografie

### Familie und Beruf
Der aus La-Chaux-de-Fonds im Jura gebürtige, reformiert getaufte Arnold Bolle, Sohn des Friedensrichters sowie Notars Ernest-Arnold Bolle, wandte sich nach dem Erwerb der eidgenössischen Maturität dem Studium der Rechtswissenschaften an den Universitäten Neuenburg, Zürich und Leipzig, das er 1907 in Zürich mit der Promotion zum Dr. iur. abschloss. Arnold Bolle war im Anschluss von 1909 bis zu seinem Tod im Jahre 1973 als Rechtsanwalt sowie Notar in seiner Heimatstadt tätig.
Arnold Bolle war mit Juliette, der Tochter des Uhrmachers Louis-Henri Brandt, verheiratet.

### Politischer Werdegang
Arnold Bolle, der zunächst der Parti radical-démocratique suisse beitrat, amtete von 1912 bis 1921 als Abgeordneter des Generalrats, der Legislative, seiner Heimatstadt La Chaux-de-Fonds. Er wechselte anschliessend zu der 1920 als Reaktion auf den Landesstreik von 1918 gegründeten Bewegung Parti progressiste national (PPN), die 1981 mit der Liberalen Partei fusionierte. Arnold Bolle, einer ihrer einflussreichsten Protagonisten, vertrat diese von 1922 bis 1933 im Neuenburger Grossrat sowie als Einziger von 1922 bis 1931 im Nationalrat, wo er sich der Demokratischen Fraktion anschloss. Bolles politisches Engagement galt insbesondere der Schaffung berufsständischer Organisationen.
Arnold Bolle führte darüber hinaus von 1941 bis 1945 den Vorsitz der Neuenburger Notariatskammer sowie von 1950 bis 1952 den des Schweizerischen Notarenverbandes. Bolle, dem eine bedeutende Rolle bei der Vereinigung der reformierten Freikirche Neuenburgs mit der evangelischen Landeskirche zukam, trat überdies als Chronist der Lokalgeschichte hervor.

## Publikationen
- Das interkantonale Recht : die völkerrechtlichen Beziehungen der Kantone der Eidgenossenschaft unter Sich, Dissertation, Imprimerie du national suisse, La Chaux-de-fonds 1907
- Mit Max Diacon: Pour devenir citoyen: manuel d’instruction civique à l’usage des écoles primaires du canton de Neuchâtel, Impr. Sauser, La Chaux-de-Fonds 1929
- La mécanisation du travail de bureau: conférence faite ... le 24 octobre 1930, Paris 1930
- Plaidoirie devant le Tribunal de Neuchâtel concernant l’intervention de Pierre Cérésole le Vendredi-Saint 1914, Exécutif romand du Centre suisse d’action pour la paix, Neuchâtel 1941
- Vie civique et politique, Comité directeur du centenaire de la République neuchâteloise, Neuchâtel 1948
- La communauté professionnelle; ni capitalisme, ni communisme, Delachaux & Niestlé, Neuchâtel 1955
- Une page d’histoire : la grève générale de 1918 et sa répercussion sur les troubles de La Chaux-de-Fonds, Courvoisier S.A., La Chaux-de-Fonds 1968
- Le nid de la cité: La Chaux-de-Fonds d’autrefois, A la Baconnière, Boudry 1970